# Edpercivalia dugdalei
Edpercivalia dugdalei är en nattsländeart som beskrevs av Ward 1998. Edpercivalia dugdalei ingår i släktet Edpercivalia och familjen Hydrobiosidae. Inga underarter finns listade i Catalogue of Life.